# فاکتور رشد تغییردهنده بتا

مسیر SMAD

مسیر DAXX

فاکتور رشد تغییردهنده بتا (انگلیسی: Transforming growth factor beta) یا فاکتور رشد تراریختی بتا که به‌اختصار TGF-β نامیده می‌شود، یک سیتوکین چندکاره است که به ابرخانوادهٔ فاکتورهای رشد تغییردهنده تعلق دارد و ۴ ایزوفرم و چندین پروتئین نشانه‌گذاری یاخته دیگر را شامل می‌شود که توسط گلبول سفید ترشح می‌شوند. فاکتور رشد تغییردهنده بتا پس از فعال شدن، با فاکتورهای دیگر ترکیب شده و یک کمپلکس سرین/ترئونین کیناز تشکیل می‌دهد که با «گیرنده فاکتور رشد تغییردهنده بتا» ترکیب می‌شود که خود، دو زیر واحدِ نوع ۱ و نوع ۲ دارد.
ماکروفاژها هم این مولکول را ترشح می‌کنند. پروتئاز و پلاسمین سرمی، فرم فعال این پروتئین را تجزیه می‌کنند و آنرا از کمپلکس ترکیبی‌اش بر سطح ماکروفاژها جدا می‌کنند.
یکی از کارهای اصلی این پروتئین، تنظیم فرایندهای التهابی، به‌ویژه در روده است. علاوه بر این، تمایز و تنظیم لنفوسیت‌های تی و تمایز یاخته بنیادی از دیگر کارهای این پروتئین است.

## انواع
- فاکتور رشد تغییردهنده بتا ۱ – TGFB1[۱][۲]
- فاکتور رشد تغییردهنده بتا ۲ – TGFB2[۳][۴]
- فاکتور رشد تغییردهنده بتا ۳ – TGFB3[۵][۶]
- فاکتور رشد تغییردهنده بتا ۴ – TGRB4

## بیشتر بخوانید
- Moses HL, Roberts AB, Derynck R (2016). "The Discovery and Early Days of TGF-β: A Historical Perspective". Cold Spring Harbor Perspectives in Biology. 8 (7): a021865. doi:10.1101/cshperspect.a021865. PMID 27328871.